# Pogonomys championi
Pogonomys championi is een knaagdier uit het geslacht Pogonomys dat voorkomt in de Telefomin- en Tifalmin-valleien in respectievelijk Sandaun Province en West Sepik Province in het uiterste westen van Papoea-Nieuw-Guinea. Hij leeft van 1400 tot 2300 m hoogte. Overdag slaapt dit dier in een hol, maar 's nachts klimt hij in bomen en struiken om voedsel te zoeken. De holen hebben een ingang van ongeveer 6 cm breed, die leidt naar een onvertakte gang van twee meter lang, die eindigt in een nestkamer, die gevuld is met droge planten. Vlak boven de nestkamer zit een vluchtgang, die eindigt in een hol met een diameter van 20 tot 30 millimeter. In zo'n hol leven tot zeven dieren samen. De Telefol (de inwoners van de Telefomin-vallei) noemen dit dier "ilam", net als P. macrourus. Hij is genoemd naar de ontdekkingsreiziger Ivan Champion, de eerste Europeaan die de Telefomin-vallei betrad.
Ecologisch is deze soort de tegenhanger van Pogonomys sylvestris, maar morfologisch is hij nauwer verwant aan P. macrourus. Het is de enige soort van Pogonomys waarbij de staart met het lengen der jaren lichter wordt (te beginnen bij de punt). De rugvacht is bruinachtig geleidelijk overlopend in de roodachtige flanken en abrupt in de buik, die grijsachtig is, met grote witte stukken. P. championi heeft kleinere staartschubben (14.3 per cm) dan P. macrourus (12.0) of P. sylvestris (12.2). Uit elke schub komen drie haren, die 20 mm lang zijn. De De kop-romplengte bedraagt 112 tot 136 mm, de staartlengte 149 tot 170 mm, de achtervoetlengte 20 tot 24 mm, de oorlengte 11 tot 16 mm en het gewicht 40 tot 66 gram. Vrouwtjes hebben 1+2=6 mammae.